# پاریس پالوما
پاریس پالوما (انگلیسی: Paris Paloma؛ زادهٔ ۱۷ نوامبر ۱۹۹۹) خواننده و ترانه‌پرداز انگلیسی است. او با تک‌آهنگ «بیگاری» (۲۰۲۳) به شهرت رسید. نخستین آلبوم استودیویی او با نام کاکفنی در سال ۲۰۲۴ منتشر شد.

## زندگی اولیه
پاریس پالوما در اشبورن، دربی‌شر، انگلستان بزرگ شد و در یک مدرسهٔ شبانه‌روزی مخصوص دختران تحصیل کرد. او در گلداسمیت، دانشگاه لندن در رشتهٔ هنرهای زیبا و تاریخ هنر تحصیل کرد و در سال ۲۰۲۲ موفق به دریافت مدرک کارشناسی هنرهای زیبا (بی‌اف‌ای) شد.

## حرفه
پالوما نخستین آلبوم چندآهنگهٔ خود با عنوان cemeteries and socials را در سال ۲۰۲۱ منتشر کرد. او به انتشار تک‌آهنگ‌هایی ادامه داد که از آن میان می‌توان به «د فروتس» و «It's Called: Freefall» (بازخوانی اثری از گروه رین‌بو کیتن سوپرایز) اشاره کرد. بازخوانی او از ترانهٔ «Tell It to My Heart» اثر هوزیر در شبکه‌های اجتماعی معرفی و تحسین شد. پالوما سپس در سال ۲۰۲۲ قراردادی با شرکت نت‌ورک امضا کرد و از طریق این شرکت، نخستین آثار رسمی خود را منتشر کرد: تک‌آهنگ «Forsaken» در دسامبر ۲۰۲۲ و «نوتر دام» در فوریه ۲۰۲۳.
در مارس ۲۰۲۳، پالوما با انتشار تک‌آهنگ «بیگاری» به شهرت گسترده‌تری دست یافت؛ ترانه‌ای که از آن به‌عنوان سرودی فمینیستی دربارهٔ کار خانگی بدون دستمزد زنان در طول تاریخ یاد شده است. این قطعه در ۲۴ ساعت نخست انتشار، بیش از ۱ میلیون بار در اسپاتیفای پخش شد و ۱ میلیون بازدید در یوتیوب به دست آورد. به دنبال آن، روندی پربازدید در تیک‌تاک شکل گرفت که در آن، زنان از نقاط مختلف جهان تجربیات شخصی خود از تبعیض جنسیتی را با مضمون ترانه در میان می‌گذاشتند. «بیگاری» نخستین اثر پالوما بود که وارد جدول‌های موسیقی در بریتانیا و همچنین بیلبورد در ایالات متحده شد.

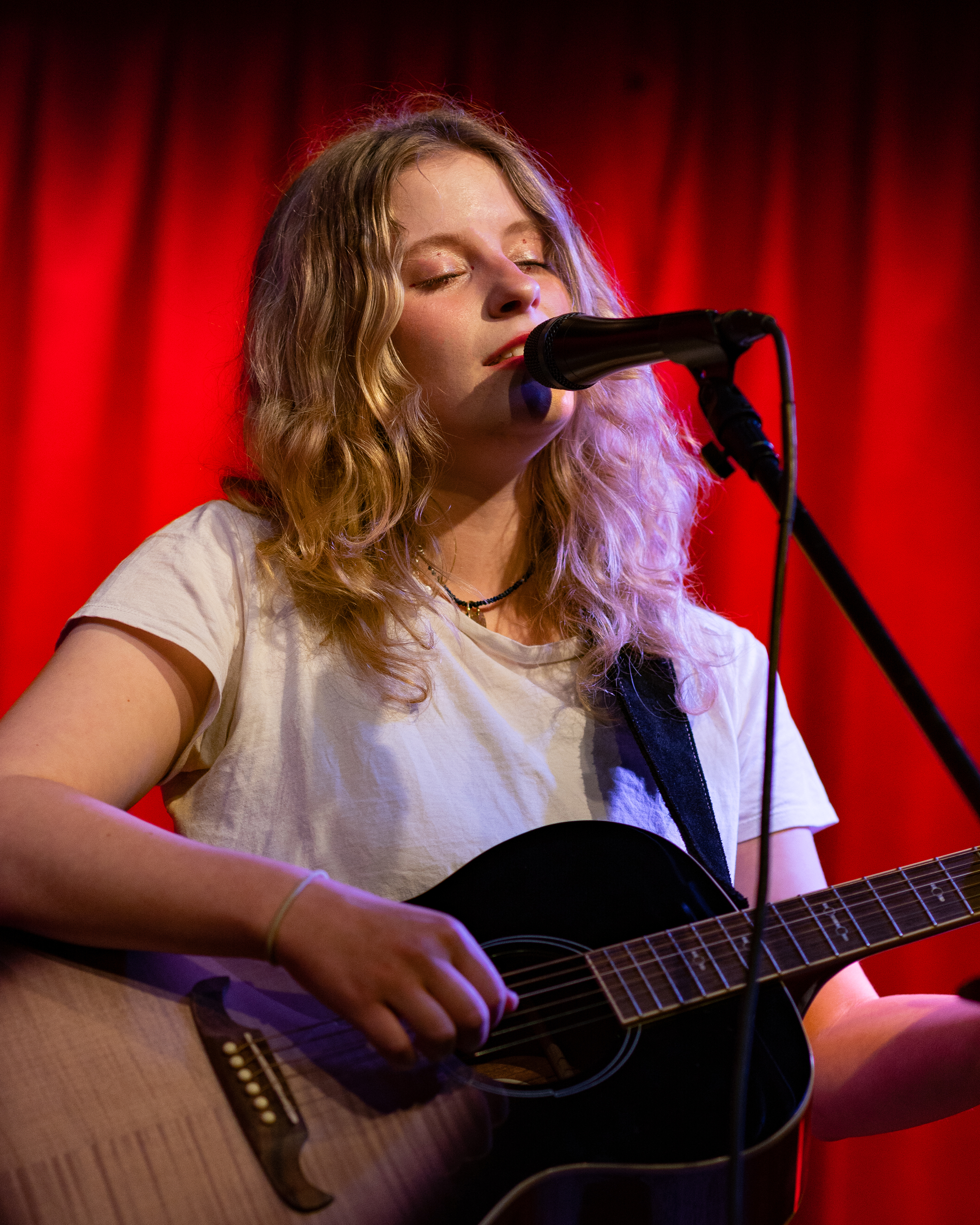
پالوما در حال اجرا در سال ۲۰۲۲

پس از «بیگاری»، پالوما تک‌آهنگ‌های دیگری منتشر کرد؛ از جمله «Yeti» با همکاری اُلد سی بریج در ژوئیه، «As Good a Reason» در سپتامبر و «Drywall» در اکتبر. او در چندین جشنواره موسیقی در سال ۲۰۲۳ اجرا داشت، از جمله بونارو، سامرفست، تی‌آران‌اس‌ام‌تی، آل پوینتس ایست و لایو اَت لیدز.
در آغاز سال ۲۰۲۴، پالوما تک‌آهنگ «ذهن من (اکنون)» را منتشر کرد. در فوریه همان سال، او به‌عنوان هنرمند پشتیبان، در تور اروپایی تور جادوگر خوب از میسی پیترز حضور داشت. پس از آن، تور پنج روزهٔ مستقل خود را در بریتانیا در ماه مه برگزار کرد و سپس اجراهایی را در ایالات متحده آغاز کرد. پالوما نخستین بار در جشنواره موسیقی گلاستونبری ۲۰۲۴ روی استیج بی‌بی‌سی اینترودوسینگ اجرا کرد. همچنین از سوی رادیو بی‌بی‌سی ۱، به‌عنوان هنرمند آینده‌دار معرفی شد. او در جشنواره‌هایی همچون بست کپت سیکرت، بی‌اس‌تی هاید پارک (در پشتیبانی از استیوی نیکس)، اسپلندور این د گراس و ریدینگ اند لیدز نیز حضور یافت.
در پایان اوت ۲۰۲۴، پالوما نخستین آلبوم استودیویی خود با عنوان کاکفنی را از طریق نت‌ورک منتشر کرد. پیش از انتشار این آلبوم، قطعه‌ای به نام «The Warmth» از آن منتشر شد. در سپتامبر، تور مستقل خود را در اروپا آغاز کرد که با همراهی سارا جولیا به‌عنوان هنرمند پشتیبان همراه بود. پالوما همچنین ترانه‌ای اورجینال با عنوان «The Rider» را برای موسیقی متن انیمیشن ارباب حلقه‌ها: جنگ روهیریم (۲۰۲۴) اجرا کرد؛ اثری که توسط دیوید لانگ ساخته شده بود. او در سال ۲۰۲۵، تور خود را با ۱۵ تاریخ به آمریکای شمالی خواهد برد.